# Michael Hedges (tecnico del suono)
Michael Hedges (...) è un tecnico del suono neozelandese, vincitore di due premi Oscar su quattro candidature.

## Filmografia parziale
- Splatters - Gli schizzacervelli (Braindead), regia di Peter Jackson (1992)
- Sospesi nel tempo (The Frighteners), regia di Peter Jackson (1994)
- Creature del cielo (Heavenly Creatures), regia di Peter Jackson (1996)
- Il Signore degli Anelli - La Compagnia dell'Anello (The Lord of the Rings: The Fellowship of the Ring), regia di Peter Jackson (2001)
- Il Signore degli Anelli - Le due torri (The Lord of the Rings: The Two Towers), regia di Peter Jackson (2002)
- Il Signore degli Anelli - Il ritorno del re (The Lord of the Rings: The Return of the King), regia di Peter Jackson (2003)
- Boogeyman - L'uomo nero (Boogeyman), regia di Stephen Kay (2005)
- King Kong, regia di Peter Jackson (2005)
- I dieci comandamenti (The Ten Commandments), regia di Bill Boyce e John Stronach (2007)
- The Water Horse - La leggenda degli abissi (The Water Horse: Legend of the Deep), regia di Jay Russell (2007)
- District 9, regia di Neill Blomkamp (2009)
- Amabili resti (The Lovely Bones), regia di Peter Jackson (2009)
- Le cronache di Narnia - Il viaggio del veliero (The Chronicles of Narnia: The Voyage of the Dawn Treader), regia di Michael Apted (2010)
- Le avventure di Tintin - Il segreto dell'Unicorno  (The Adventures of Tintin), regia di Steven Spielberg (2011)
- Lo Hobbit - Un viaggio inaspettato (The Hobbit: An Unexpected Journey), regia di Peter Jackson (2012)
- Lo Hobbit - La desolazione di Smaug (The Hobbit: The Desolation of Smaug), regia di Peter Jackson (2013)
- Lo Hobbit - La battaglia delle cinque armate (The Hobbit: The Battle of the Five Armies), regia di Peter Jackson (2014)

## Riconoscimenti
- Premio Oscar
  - 2003 - Candidatura per il miglior sonoro per Il Signore degli Anelli - Le due torri
  - 2004 - Miglior montaggio sonoro per Il Signore degli Anelli - Il ritorno del re
  - 2006 - Miglior montaggio sonoro per King Kong
  - 2014 - Candidatura per il miglior montaggio sonoro per Lo Hobbit - La desolazione di Smaug